# 三上ミカ
三上 ミカ（みかみ ミカ、10月9日 - ）は、日本の漫画家、イラストレーター。女性。福岡県出身。

## 概要
同人サークル「アクアドロップ」を主宰しオリジナルの漫画同人誌を刊行するとともに、ライトノベルの挿絵などイラストレーターとしても活動している。
中学生の時に同人サークルの活動を開始。成人後、CGやデザイン制作の仕事の傍ら続けていた同人活動をきっかけに、商業誌に4コマ漫画を連載し単行本を出版したほか、読み切り作品を複数作掲載した。のちに同人誌の評価が高まりを見せたことから、現在は自らの同人サークルにおいて漫画作品を刊行するほか、「着る毛布」などのグッズを頒布している。
2010年代以降作品のほとんどが兄妹を主人公としており、成人向けの漫画同人誌も数多く刊行している。
2024年、成人向け漫画同人誌の代表作「おやすみせっくす」のシリーズが、2014年5月の第1作刊行から10周年を迎えた。

## 人物
兄妹を描く作品にこだわりを持つあまり他の作家の作品が読めず、好みの作品を自ら描くに至っている。
尊敬する作家の筆頭は田中ユタカ。代表作『初夜』や『愛人 [AI-REN]』を読んだことは、成人向け漫画を手がけるきっかけともなった。
アバターは「謎ウサギ」。ハムスターの「クロナ」とともに、作品のあとがきなどに登場する。

## 作品リスト

### コミック
- 『えろげや×シスター』 （御木本かなみ名義、一迅社〈IDコミックス 4コマKINGSぱれっとコミックス〉、全2巻）
  1. 2012年6月22日発売[7]、ISBN 978-4-75808-154-2
  2. 2013年7月22日発売[8]、ISBN 978-4-75808-185-6

### ライトノベル

#### 原作・イラスト
- 『おやすみせっくす 僕のために眠る妹』[注 3] （2017年1月18日発売[9]、著：みかづき紅月、フランス書院〈美少女文庫〉、ISBN 978-4-82966-383-7）
- 『おでかけせっくす 妹と初めてのラブホテル』[注 3] （2018年9月18日発売[10]、著：みかづき紅月、フランス書院〈美少女文庫〉、ISBN 978-4-82966-444-5）
- 『おとまりせっくす 家族旅行、兄妹の秘密』[注 3] （2019年12月17日発売[11]、著：みかづき紅月、フランス書院〈美少女文庫〉、ISBN 978-4-82966-487-2）
- 『兄妹ですが異世界で結婚しました。かけおちスローライフ』[注 4] （2020年10月16日発売[12]、著：沙桐好佳、フランス書院〈美少女文庫〉、ISBN 978-4-82962-120-2）

#### 企画・イラスト
- 『妹が泣いてるんで帰ります。～兄がデスマーチに巻き込まれた時、妹が取るべき10の対策～』[注 5] （2018年7月25日発売[13]、著：田尾典丈、KADOKAWA/メディアファクトリー〈MF文庫J〉、ISBN 978-4-04065-022-7）

#### イラスト
- 『恋をしてはいけないゲーム、振られてもきみに恋をする』 （著：七烏未奏、KADOKAWA/メディアファクトリー、MF文庫J、既刊2巻）
  1. 2015年5月25日発売[14]、ISBN 978-4-04067-658-6
  2. 2015年10月23日発売[15]、ISBN 978-4-04067-936-5
- 『大国チートなら異世界征服も楽勝ですよ？』 （著：櫂末高彰、KADOKAWA/メディアファクトリー、MF文庫J、全7巻）
  1. 2017年2月25日発売[16]、替え玉皇帝になったので美少女嫁も豊富です。 ISBN 978-4-04069-078-0
  2. 2017年6月24日発売[17]、英雄嫁を増やすのも皇帝の大事な仕事です。 ISBN 978-4-04069-338-5
  3. 2017年10月25日発売[18]、豊富な嫁の力があれば神の試練も余裕です。 ISBN 978-4-04069-508-2
  4. 2018年2月24日発売[19]、現地嫁を訪ねるために諸国外遊に出かけます。 ISBN 978-4-04069-744-4
  5. 2018年6月25日発売[20]、現地嫁と楽しみながら世界の黒幕を追い詰めます。 ISBN 978-4-04069-952-3
  6. 2018年12月25日発売[21]、全世界の嫁に応援されて史上初の皇帝に返り咲きます。 ISBN 978-4-04065-383-9
  7. 2019年6月25日発売[22]、真の皇帝となり美少女嫁と全世界を救います。 ISBN 978-4-04065-797-4
- 『金色狼な妹と新婚スローライフ』 （著：わかつきひかる、2017年11月17日発売[23]、フランス書院〈美少女文庫〉、ISBN 978-4-82966-414-8）
- 『妹サキュバス！芽亜はピュアでえっちで兄専用』 （著：午後12時の男、2020年5月15日発売[24]、フランス書院〈美少女文庫〉、ISBN 978-4-82962-103-5）

### アニメ

#### 原作
- 『おやすみせっくす』 （成人向けOVA、メリー・ジェーン製作）
  1. 2018年10月26日発売[25]、妹の肌に初めて触れた夜、JAN 4571153238993
  2. 2019年5月3日発売[26]、兄を寝室へと誘う禁断の合図、JAN 4571153239228
  3. 2021年5月21日発売、夢だけで終わらない夜、JAN 4589888780342
  4. 2021年9月3日発売、あふれ出る想いが止まらない朝、JAN 4589888780465